# Ajaokuta Steel Company Limited
Ajaokuta Steel Co. Ltd. («Аджаокута», ASC) — сталелитейная компания Нигерии. Управляет крупным металлургическим комбинатом в Аджаокуте, в штате Коги, на правом берегу реки Нигер. Мощность 1-й очереди 1,3 млн. т стали в год. Проектная мощность завода — 5 млн. т стали в год, что делало его крупнейшим металлургическим комбинатом в Тропической Африке. Первый в Нигерии и во всей Тропической Африке металлургический комбинат с полным технологическим циклом. Строительство вела с 1979 года до 1994 года советская компания «Тяжпромэкспорт». Строящийся завод был крупнейшим объектом советской внешне-экономической деятельности не только в Нигерии, но и во всей Западной Африке. Работа комбината планировалась на базе расположенных неподалёку месторождений руд железа Итакпе и коксующихся углей Лафиа-Оби. Из-за политической нестабильности в стране и просрочки платежей строительство не было завершено, однако большая часть производственного оборудования смонтирована, создана соответствующая инфраструктура предприятия. С конца 2000-х гг. правительством Нигерии предпринимаются попытки реанимировать проект и завершить строительство комбината.

## Строительство
В 1973 году советские геологи с участием нигерийских специалистов разведали железорудные месторождения Итакпе-Хилл, Аджабоноко-Хилл и Шокошоко близ Окене. 80 процентов сырья, необходимого для работы предприятия, находится в радиусе 60 км от завода. Соглашение об участии СССР в сооружении завода в Аджаокуте было подписано в Москве в июне 1976 года. В сентябре 1977 года технический проект был передан нигерийской стороне, которая утвердила его в июне 1978 года. В 1979 году был подписан контракт между внешнеторговым объединением «Тяжпромэкспорт», созданным в 1957 году, и правительством Нигерии. В 1979 году была зарегистрирована компания Ajaokuta Steel Company Limited (ASCL). Для переработки сырья в 1979 году началось строительство металлургического завода. После завершения строительства первой очереди мощность завода составит 1,3 млн тонн стали в год. Церемония закладки «первого камня» с президентом Нигерии Шеху Шагари состоялась 18 июня 1981 года. «Тяжпромэкспорт» осуществил инженерные изыскания, проектирование, строительство, поставку и монтаж оборудования и подготовку инженерно-технических специалистов. В проектировании участвовали государственные проектные институты (ГПИ) «Гипромез» (Ленинград), «Харьковский Промстройпроект» Госстроя СССР и «Укрпроектстальконструкция» (Киев). Для комплексов металлургического завода были проведены подробные русловые исследования сотрудниками Проектного и научно-исследовательского института инженерного строительства Госстроя СССР и Проблемной лаборатории эрозии почв и русловых процессов географического факультета МГУ при участии Константина Михайловича Берковича и Алексея Юрьевича Сидорчука. В рамках содействия советские геологи длительное время проводили геолого-поисковые и геолого-разведочные работы с целью создания для металлургического завода топливно-сырьевой базы. К строительству металлургического комбината были привлечены нигерийские национальные организации, которые строили, в частности, город металлургов, и более 10 тыс. нигерийских рабочих. Для металлургического завода в начале 1990-х годов соорудили ТЭЦ-ПВС.
В 1979 году Южно-уральский машиностроительный завод («Южуралмаш») изготовил для завода в Аджаокуте охладитель линейный ОП-420, в 1986 году — радиальную машину непрерывного литья заготовок (МНЛЗ) радиусом 12 м. Также «Южуралмаш» изготовил коксовыталкиватель КВ-30,3. Новокраматорский машиностроительный завод изготовил в 1980 году нагревательные печи к проволочным станам «150» и «320», в 1981 году — нагревательную печь к стану «900» и миксер стационарный вместимостью 1300 т, в 1983 году — нагревательную печь к стану «700» и установку для наплавки конусов и чаш для доменных печей У-50 × 7000, в 1987 году — 2 среднесортно-балочных стана «700», в 1990 году — машину скачивания шлака. В декабре 1982 года впервые в СССР для среднесортно-балочного стана «700» Новокраматорский машиностроительный завод спроектировал левые и правые ножницы с усилием резания при вертикальной резке 10 МН (1000 тс) для порезки сортового и фасонного проката на мерные длины. В декабре 1982 года на завод в Аджаокуте были отгружены узлы прокатных станов, миксер вместимостью 1300 т. Электростальский завод тяжёлого машиностроения разработал и поставил среднесорто-балочный стан «700» на завод в Аджаокуте. В КБ редукторостроения завода был разработан и реализован в металле уникальный редуктор главного привода для этого стана. На заводе в Аджаокуте установлены изделия Харьковского электротехнического завода. В 1983 году был завершен монтаж оборудования и сданы в эксплуатацию два прокатных стана.
С целью подготовки специалистов для строительства металлургического завода и монтажа оборудования в Аджаокуте был создан учебный комбинат, который ежегодно выпускал 2 тысячи квалифицированных нигерийских рабочих по 27 специальностям. Комбинат готовил операторов пескоструйных аппаратов, газорезчиков, операторов-маляров по окраске металлоконструкций, электромонтажников, монтажников технологического оборудования, машинистов автокранов, электросварщиков и др. Кроме того, при выполнении строительно-монтажных работ было организовано обучение.
Проектная площадь завода вместе с инфраструктурой — 240 квадратных километров (24 000 га), территория завода занимает 8 квадратных километров (800 га). Был запланирован город металлургов из 10 000 домов с больницами и школами.
К 1993 году работы были выполнены советской стороной на 98 %, включая три прокатных стана, теплоэлектростанцию, а также ремонтные мастерские, однако проект не был реализован по вине нигерийской стороны[уточнить]. В 1994 году «Тяжпромэкспорт» завершил строительно-монтажные работы. Были построены: агломерационная фабрика мощностью 2640 тыс. т/год, коксохимический цех мощностью 880 тыс. т/год, доменный цех мощностью 1350 тыс. т/год, кислородно-конвертерный цех мощностью 1300 тыс. т/год, прокатные цехи мощностью 1180 тыс. т/год. По данным Всемирного банка в проект вложено более 4,5 млрд долларов США с 1979 по 1993 год, это крупнейший в истории Нигерии инфраструктурный проект.

## Нигерийский долг России
Оплата строительства велась векселями. Общая стоимость нигерийского долга России составляла 3,03 млрд немецких марок (1,998 млрд долларов США). Правительство Нигерии при президенте Сани Абача была заинтересовано в обратном выкупе долговых обязательств с дисконтом 68 % — за 973 млн немецких марок (640 млн долларов), чтобы повысить кредитный рейтинг страны. В апреле 1996 года представители «Тяжпромэкспорта» начали вести переговоры с правительством Нигерии. Правительство Нигерии представлял министр финансов Энтони Ани. В июне соглашение было подписано. Гарантом покупателя выступала оффшорная компания Parnar Shipping Corporation, зарегистрированная в Либерии. Компания Parnar Shipping Corporation была организована президентом Абача, министром Ани и министром энергетики и сталелитейной промышленности (1993—1997) Альхаджи Баширом Далхату (Alhaji Bashir Dalhatu).

## Завершение строительства
В ходе визита президента Олусегуна Обасанджо в Россию в марте 2001 года, президент В. Путин подтвердил готовность российской стороны участвовать в заключительном этапе строительства металлургического комбината. В качестве возможных подрядчиков обсуждался, входящий в «Ростех», «Тяжпромэкспорт».
В 2002 году правительством Нигерии безуспешно пыталась провести приватизацию, передав проект японской компании Kobe Steel, финансируемой SOLGAS. Так в 2003 году правительство Нигерии заключило 10-летний контракт на завершение строительства завода Ajaokuta Steel Co. Ltd. (ASC) с консорциумом, управляемым американской компанией Solgas Energy Ltd. Сообщалось, что правительство согласилось выплачивать заработную плату работникам ASC до конца 2004 года, но в мае 2004 года правительство объявило, что оно в одностороннем порядке сократит заработную плату горнякам и металлургам в государственном секторе более чем на 50 % за оставшуюся часть года. В августе 2004 года работники ASC начали забастовку и правительство разорвало контракт с Solgas.
Далее правительство заключило 10-летний контракт с компанией Global Infrastructure Holdings Ltd. (GIHL, подразделением индийской компании Ispat Industries Ltd.) на завершение строительства и управление заводом. В ноябре GIHL ввела в эксплуатацию прокатный стан мощностью 130 тысяч т в год, привезённый из Украины. В декабре GIHL начала производство стальной арматуры и начало процедуры по запуску доменной печи в 2005 году.
Соглашение с GIHL было расторгнуто нигерийцами в 2008 году.
При президенте Мохаммаду Бухари (избран в 2015 году) для диверсификации экономики и уменьшения зависимости Нигерии от нефти началось возрождение проекта. Нигерия тратит ежегодно около 3,3 млрд долларов на импорт стали. По состоянию на 2016 год из 30 сталелитейных предприятий Нигерии работают 18. По состоянию на 2016 год в Нигерии производится около 2,2 млн т стали в год, с использованием лома и импортируемых заготовок. По состоянию на 2016 год более 10 компаний, в том числе из России — «Тяжпромэкспорт» (в декабре 2015 года), Китая и Украины выразили заинтересованность в достройке завода в Аджаокуте.
В 2016 году правительство Нигерии вернуло контроль над предприятием. В том же году были заключены контракты с китайской строительной компанией China Civil Engineering Construction Corporation и нигерийской компанией Julius Berger на ремонт и завершение строительства железной дороги Варри — Итакпе.
В 1987 году при Ибрагиме Бабангида началось строительство железной дороги Варри — Итакпе длиной 320 километров. Железная дорога предназначалась для обеспечения поставок железной руды месторождения Итакпе-Хилл на металлургический завод в Аджаокуте и поставки стали на международный рынок через порт Варри Гвинейского залива. В июле 2018 года железная дорога была достроена и стала второй линией европейской колеи в стране после железной дороги Абуджа — Кадуна, сданной в январе 2018 года. По состоянию на 2018 год все 12 промежуточных станций дороги находились в стадии строительства. Поддерживать работу железной дороги будут 1000 наёмных работников.
В октябре 2019 года на форуме «Россия — Африка» в Сочи между Россией и Нигерией обсуждалось возможное сотрудничество по восстановлению и запуску в эксплуатацию первой очереди металлургического завода в Аджаокуте.
В мае 2020 года создана Ajaokuta Presidential Project Implementation Team (APPIT) под руководством секретаря правительства Босса Мустафы и министра развития горнодобывающей и сталелитейной промышленности Нигерии Оламилекана Адегбите.
К 2022 году в простаивающий завод Нигерия вложена уже 8 млрд долларов.
В 2024 году Нигерия обсуждала с Китаем строительстве нового сталелитейного завода в стране и начале производства военной техники на сталелитейном заводе в Аджаокуте.